# (419) Aurelia
Pour les articles homonymes, voir Aurelia.
(419) Aurelia est un astéroïde de la ceinture principale découvert par Max Wolf le 7 septembre 1896.